# Dactyloscopus lunaticus
Dactyloscopus lunaticus är en fiskart som beskrevs av Gilbert, 1890. Dactyloscopus lunaticus ingår i släktet Dactyloscopus och familjen Dactyloscopidae. IUCN kategoriserar arten globalt som livskraftig. Inga underarter finns listade i Catalogue of Life.